# 948 Jucunda
948 Jucunda је астероид главног астероидног појаса чија средња удаљеност од Сунца износи 3,031 астрономских јединица (АЈ). 
Апсолутна магнитуда астероида је 11,3 а геометријски албедо 0,293.